# Otto Carnuth
Otto Alexander Carnuth (* 26. September 1843 in Riesenburg in Westpreußen; † 1899) war ein deutscher Altphilologe und Gymnasiallehrer.

## Leben
Carnuth besuchte ab Ostern 1860 das Thorner Gymnasium, das er im Herbst 1864 mit dem Reifezeugnis  verließ. Er studierte an der Universität Leipzig und der Albertus-Universität Königsberg
Klassische Philologie. Er kam am 3. August 1868 als Probekandidat und Hilfslehrer an das  Kgl. Gymnasium Graudenz. Im Dezember 1868 erwarb er sich nach dem Examen pro facultate docendi ein Zeugnis ersten Grades. Im März 1869 wurde er von der Philosophischen Fakultät der Universität Königsberg zum Dr. phil. promoviert. Von Michaelis 1870 bis 1872 war er ordentlicher Lehrer am Progymnasium in Belgard an der Persante. Im Herbst 1872 ging er als Oberlehrer an das Großherzogliche Gymnasium zu Oldenburg. Peter II. (Oldenburg) ernannte ihn am 29. Dezember 1874 zum Professor und am 7. April 1875 zum Direktor des Mariengymnasiums zu Jever. Im Herbst 1876 kehrte er nach Westpreußen zurück, als Direktor des (evangelischen) Akademischen Gymnasiums Danzig. Er starb mit 56 Jahren im Amt.

## Veröffentlichungen
- De Etymologici Magni fontibus, I. pars. Berlin 1873.
- Nicanoris peri Odysseiakes stigmes reliquiae emendatiores. Berlin 1875.
- De Etymologici Magni fontibus. Altera pars: De iis locis, qui ex Herodiani Iliaca prosodia in etymologicum magnum translati sunt. Jever 1876. 40 S.[3]
- Der Lehrplan des Marien-Gymnasiums. Jever 1876. S. 41–51.[3]
- Quellenstudien zum Etymologicum Gudianum, 1. Teil. Danzig 1880. 24 S.[4]
- Bericht über die Feier des 50-jährigen Amtsjubiläums des Prof. Czwalina. Danzig 1886. S. 14–29.[4]
- Gedächtnisrede auf Gottlieb Friedrich Röper, gestorben am 19. August 1886. Danzig 1887. S. 9–12.[4]
- Quellenstudium zum Etymologicum Gudianum, 2. Teil. Danzig 1889. 16 S.[4]